# Lode Wouters (architect)
Lode Wouters (2 mei 1930 – 19 januari 2011) was een Belgisch architect en stedenbouwkundige die vooral actief was in en rond Antwerpen.

## Opleiding en werken

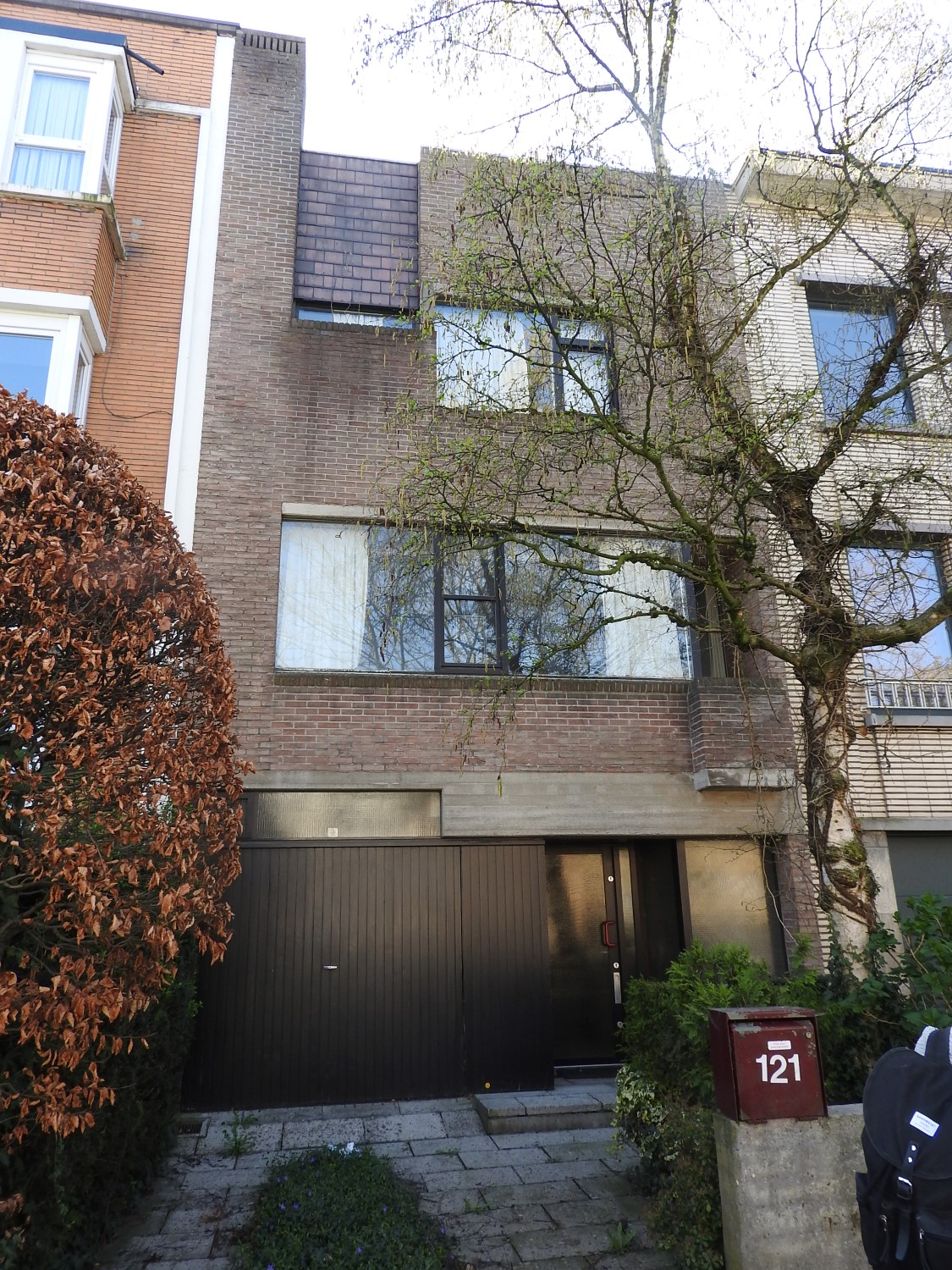
Kunstenaarswoning voor Louis Briand naar ontwerp van Wouters en Mostien, Deurne, 1974

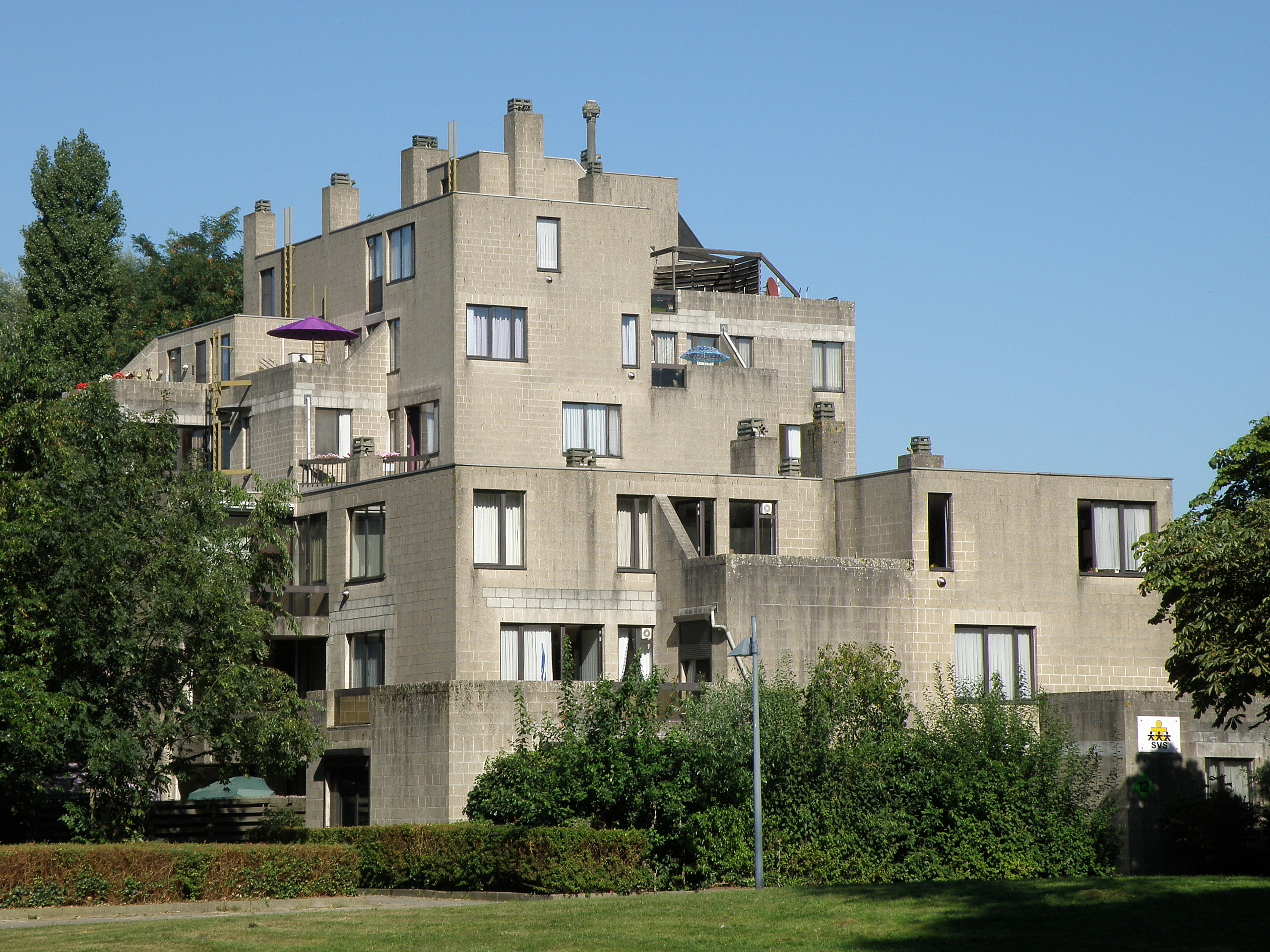
Eén van de 'torentjes' van de Arenawijk, Deurne

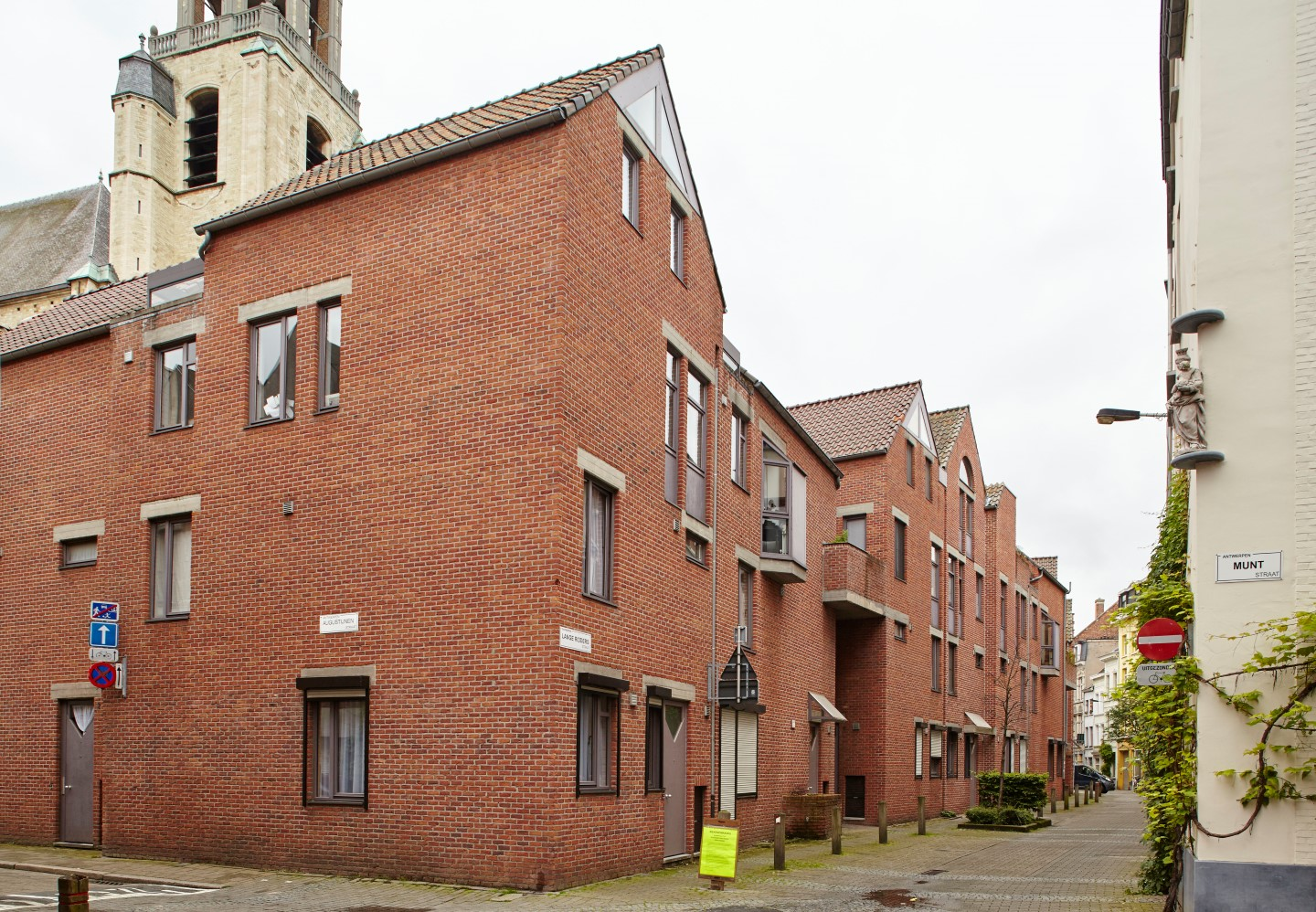
zicht op sociale woonwijk De Munt, met op de achtergrond de Sint-Andrieskerk

Wouters behaalde in 1953 het diploma van architect en stedenbouwkundige aan het Nationaal Hoger Instituut voor Bouwkunst en Stedenbouw in Antwerpen. Aansluitend liep hij stage op het architectuurbureau van Renaat Braem, een van de belangrijkste vertegenwoordigers van het modernisme in België.
Vanaf het begin van zijn loopbaan nam Wouters actief deel aan architectuurwedstrijden. Hij viel daarbij meermaals in de prijzen, wat zijn reputatie al vroeg vestigde. In de jaren 1960 lag de focus van zijn werk voornamelijk op privéwoningen, waaronder zijn eigen woning in de Smetsstraat in Deurne (1961).
Zijn eerste grote publieke opdracht kwam in 1968 tot stand in samenwerking met architect Paul Meekels (°1929): de Pius X-kerk in Wilrijk, gebaseerd op een herwerkt wedstrijdontwerp uit 1962.
In 1969 ging Wouters een samenwerking aan met Fons Mostien (1940-2004). Dit leidde tot de oprichting van een architectuurbureau dat zich naast particuliere projecten ook toelegde op grootschaligere opdrachten. Tot hun realisaties behoren meerdere scholen, een openbare bibliotheek in Deurne en een aanzienlijk aantal sociale woningbouwprojecten, waaronder sociale woonwijk De Munt aan de Sint-Andrieskerk in de Antwerpse wijk Sint-Andries (1974-1982) en de torentjes van de Arenawijk in Deurne-Zuid (1976-1982), beide in samenwerking met architect Boud Rombouts.
Het bureau verwierf een sterke reputatie in sociale woningbouw, mede dankzij bekroonde wedstrijdontwerpen in binnen- en buitenland, waaronder in Nederland. In 1990 werd het werk van Wouters en Mostien bekroond met een zilveren medaille in de categorie “meervoudige woningen” tijdens de 9e editie van de International Architecture-tentoonstelling in Groot-Brittannië.
Doorheen de jaren evolueerde het werk van Wouters van een strakke, functionele vormentaal naar een meer plastische architectuur, gekenmerkt door expressief materiaalgebruik. Deze ontwikkeling weerspiegelt de invloed van internationale tendensen binnen de postmoderne architectuur.

## Onderwijs
Naast zijn ontwerppraktijk was Lode Wouters actief in het architectuuronderwijs. In 1956 begon hij als docent tekenen aan het Nationaal Hoger Instituut voor Bouwkunst en Stedenbouw in Antwerpen. Van 1967 tot 1995 was hij er verantwoordelijk voor het vak ‘architectonisch ontwerpen’, waarmee hij meerdere generaties architecten opleidde en beïnvloedde.